# Logan Rogerson
Pour les articles homonymes, voir Rogerson.
Logan Tipene Rogerson, abrégé Logan Rogerson, né le 28 mai 1998 à Hamilton, est un footballeur international néo-zélandais. Il évolue au poste de milieu offensif au Auckland FC.

## Carrière

### En club
Après avoir commencé sa carrière au Wanderers SC, Logan Rogerson s'engage pour trois saisons avec le club des Wellington Phoenix en 2015,.

### En sélection
Rogerson est sélectionné avec la Nouvelle-Zélande olympique pour les Jeux du Pacifique 2015. Il marque notamment un triplé contre la Nouvelle-Calédonie lors de la victoire cinq à zéro de son équipe. Il honore sa première sélection avec les A le 12 novembre 2015 lors d'un match amical contre Oman.

## Statistiques
| Saison                | Club                    | Championnat           | Championnat | Championnat | Coupe(s) nationale(s) | Coupe(s) nationale(s) | Nouvelle-Zélande | Nouvelle-Zélande | Total | Total |
| Saison                | Club                    | Division              | M.          | B.          | M.                    | B.                    | M.               | B.               | M.    | B.    |
| 2014-2015             | Wanderers SC            | Premiership           | 3           | 0           | 0                     | 0                     | -                | -                | 3     | 0     |
| Sous-total            | Sous-total              | Sous-total            | 3           | 0           | 0                     | 0                     | -                | -                | 3     | 0     |
| 2015-2016             | Wellington Phoenix rés. | Premiership           | 11          | 3           | 0                     | 0                     | 3                | 0                | 14    | 3     |
| 2016-2017             | Wellington Phoenix      | A-League              | 0           | 0           | 0                     | 0                     | -                | -                | 0     | 0     |
| Sous-total            | Sous-total              | Sous-total            | 11          | 3           | 0                     | 0                     | 3                | 0                | 14    | 3     |
| Total sur la carrière | Total sur la carrière   | Total sur la carrière | 14          | 3           | 0                     | 0                     | 3                | 0                | 17    | 3     |

## Palmarès
Il remporte la Coupe d'Océanie en 2016.